# حمزة زدام
حمزة زدام (8 أبريل 1984 بقسنطينة في الجزائر - ) هو لاعب كرة قدم جزائري في مركز الدفاع. لعب مع أمل الأربعاء وشباب قسنطينة ونادي مولودية الجزائر ونصر حسين داي ووفاق سطيف.

## روابط خارجية
- حمزة زدام على موقع قاعدة بيانات كرة القدم.إي يو (الإنجليزية)
- حمزة زدام على موقع Soccerway.com (الإنجليزية)